# Atlas mraků
Atlas mraků (anglicky Cloud Atlas) je postmoderní sci-fi román britského spisovatele Davida Mitchella. Román vyšel roku 2004, česky v roce 2006 v překladu Jany Housarové. V roce 2012 byl i zfilmován Tomem Tykwerem a sourozenci Wachowskými.
Dílo se skládá ze šesti příběhů („povídek“) psaných jiným stylem a odehrávajících se v jiných časových dobách a na jiných místech. Všechny příběhy jsou, až na Slooshův brod, rozděleny na dvě části. Kniha začíná Deníkem Adama Ewinga, cestuje do budoucnosti a poté se vrací v čase zpět. Jednotlivé příběhy na sebe částečně navazují a jejich postavy jsou tak ovlivňovány událostmi minulými. Vyskytují se zde motivy pádu a vzestupu, a to jak jednotlivců tak společnosti, států či korporací. Samotný název „Atlas mraků“ se vyskytuje v knize pouze jako sextet Roberta Frobishera, jako mapa vzpomínek Timothyho Cavendishe a jako putující duše, jež sleduje Zachry.
Román byl vydán také jako audiokniha načtená sedmi interprety – Kryštof Rímský (Adam Ewing), Jan Zadražil (Robert Frobisher), Kristýna Frejová (Luisa Reyová), Jan Vlasák (Timothy Cavendish), Jana Stryková (Sonmi~451), Martin Stránský (pastevec Zachry) a Jan Herget (nakladatelství OneHotBook).

## Nástin děje

### Tichomořský deník Adama Ewinga
První a zároveň poslední kapitola knihy je deník Adama Ewinga, amerického notáře a účetního, který se plaví z Chathamových ostrovů u Nového Zélandu zpět do Spojených států. Deník využívá spisovného a občas archaického jazyka, aby popsal život na těchto vzdálených ostrovech, jejich kolonizaci, násilné zavádění křesťanského náboženství a místní kulturu Maorů.
Během cesty po Tichém oceánu zachrání Adam život ukrytému moriorskému otrokovi Autuovi a zajistí mu na lodi práci námořníka. Společně s posádkou ještě cestuje doktor Henry Goose, Ewingův jediný domnělý přítel, který ho léčí před nebezpečným parazitem. Ewingův stav se však přes všechnu léčbu neustále zhoršuje, než vyjde najevo, že Goosův záměr byl Ewinga otrávit a odcizit mu jeho cennosti a finance. Život mu na poslední chvíli zachraňuje Autua, který mu po doplutí k Havaji zajistí lékařskou péči. Ewing přísahá, že se pod návratu do San Franciska připojí k abolicionistům, aby pomohl zrušit otroctví.

### Dopisy ze Zedelghemu
V druhé kapitole, jež je psána formou dopisů, se setkáváme s bohémským anglickým hudebníkem Robertem Frobisherem, který přijíždí roku 1931 do belgického zámku Zedelghem, aby se zde ucházel o místo orchestrátora a pomocníka hudebního skladatele Vyvyana Ayrse.
Místo získává a začíná se na zámku zabydlovat. Zatímco většinu času rozvádí Ayrsovy nápady, začíná Frobisher také pracovat na svém vlastním díle, sextetu Atlas Mraků. Po nějaké době se rozvíjí i milostný románek mezi ním a Ayrsovou manželkou Jocastou, zatímco s jejich dcerou Evou nemůže najít Robert společnou řeč. Až po jejím návratu ze Švýcarska se zdá, že Eva jeví o Roberta zájem.
Na zámku dojde k několika konfliktům se syfilidou postiženým Ayrsem, který už pouze vykrádá Frobisherovu invenci a ten narychlo odchází do Brugg, aby zde vyznal lásku Evě. Ta se však již dávno zasnoubila a zdrcený Frobisher páchá po dokončení sextetu sebevraždu. Poslední dopis společně s deníkem Adama Ewinga, který na zámku nalezl a jehož pravost zpochybňuje, zasílá Frobisher svému blízkému příteli Rufusi Sixsmithovi.

### Poločasy rozpadu: První záhada Luisy Reyové
Třetí kapitola knihy sleduje v thrillerové detektivce ze 70. let americkou novinářku Luisu Reyovou, která píše pro bulvární plátek Spyglass. Jednoho večera se Luisa setkává s britským fyzikem Rufusem Sixsmithem, který jí věnuje několik dopisů od Roberta Frobishera. Luisa využívá tohoto přátelství a na vlastní pěst se rozhodne vytvořit reportáž o energetické společnosti Seaboard, pro niž napsal Sixsmith zprávu kritizující jejich reaktor Hydra. Luisa se však se svojí investigativní novinařinou ocitá v ohrožení života, když je nejprve zabit samotný Sixsmith, vrchní představitelé společnosti a poté téměř i ona. Luisa však v rozplétání záhad pokračuje, značně jí v tom pomáhá jeden z bývalých nájemných zabijáků společnosti Seaboard, Joe Napier. Společně zjišťují, že je vedlejším produktem reaktoru uran a na zachování chodu společnosti tak má velký zájem i samotné ministerstvo obrany. Po sérii nebezpečných a téměř smrtících událostí získávají oba dva Sixsmithovu zprávu, těsně poté je však zabit Joe Napier. Luisa zprávu zveřejňuje a dočkává se tak, i se zbývajícími Frobisherovámi dopisy, prvního sólokapra.

### Hrůzostrašná muka Timothyho Cavendishe
Čtvrtý příběh sleduje ve 21. století anglického postaršího vydavatele Timothyho Cavendishe, který se i přes úspěch svého bestselleru ocitá ve finančních potížích. Život mu s nelibostí zachrání jeho bratr, který mu na venkově zajišťuje ubytování v hotelu Aurora, ze kterého se však vyklube domov důchodců. Cavendish je zde proti své vůli uvězněn a po zotavení se z mozkové mrtvice spřádá s několika novými přáteli útěk. Cavendish nejprve předstírá smrt, aby zamkl ve svém pokoji nepřátelskou vrchní sestru, poté přivolají syna jedné z postarších dam a ujedou v jeho automobilu. Cavendish se vrací do Londýna a na základě svého zážitku sepisuje úspěšnou autobiografii, jež se dočká zfilmování.
Do kanceláře je mu taktéž zaslána zbeletrizovaná forma Poločasů rozpadu. Příběh je psán jako intelektuální komedie s množstvím odkazů, skrytých vtípků a typickým anglickým humorem.

### Orison Sonmi~451
Pátá kapitola je přepisem rozhovoru mezi Archivářem a dívkou Sonmi~451 odehrávajícím se v dystopické budoucnosti. Orison je název pro zvláštní druh záznamového zařízení.
Sonmi~451 je druhem servanta, speciálně vytvořeným klonem, jež v tomto případě plní funkci jídlonošky v rychlém občerstvení Papá Songa ve státě Nea So Copros, jež zabírá oblast dnešní Koreje a Japonska. Sonmi~451, je stejně jako ostatní jídlonošky upravena tak, aby mohla pracovat 19 hodin denně po dobu 12 let pouze na základě stravování se speciální substancí nazvanou Mýdlo. Jeden z dalších klonů, Juna~939, však vykazuje podivné chování neslučující se s tradičním chováním servantů a je později v jednom incidentu zastřelena.
U hrdinky příběhu se toto „povznesení“ začíná také projevovat a Sonmi~451 se začíná více chovat jako obyčejný „čistokrevný“ člověk. S pomocí pana Čena a rady Mephiho uniká od Papá Songa do univerzity Taemosan, kde se začíná vzdělávat pod záminkou jejího zkoumání tamními studenty. Spřátelí se zde s mladým mužem jménem Hae-Ju a společně pak při razii proti univerzitě unikají. Sonmi zjišťuje, že Hae-Ju je členem Unie, protivládní skupiny, jež má za cíl povznést miliony servantů a společně s podlidmi na okraji společnosti svrhnout totalitní vládu Korporatokracie. Sonmi a Hae-Ju se ukrývají v horách a dostávají se i na loď, která má odvážet po 12 letech vysloužilé servantky do Ráje na Havaj. Ty jsou však pouze zabity a přetvořeny v Mýdlo, což je proces, se kterým není široká veřejnost seznámena. Sonmi sepisuje s členy Unie deklaraci a je poté zatčena, aby se stala obětí obrovského procesu a po své popravě následně mučednicí. Z jejího rozhovoru s Archivářem plyne, že je na konci příběhu přesvědčena, že vše, co se stalo po jejím odchodu z rychlého občerstvení bylo připraveno vládnoucí Korporatokracií a Hae-Ju i rada Mephiho jednali z popudu Korporatokracie s cílem, aby upevnila své postavení a potlačila snahy o přiznání lidských práv servantům.
Posledním přáním Sonmi~451 je dokoukat autobiografický film Timothyho Cavendishe.

### Jak to bylo u Slooshova brodu, a co se pak seběhlo
Šestá kapitola se odehrává na Havaji v postapokalyptické vzdálené budoucnosti. Hlavní postavou je Zachry, domorodec žijící primitivním životem poté, co většina lidstva zemřela během „Pádu“.
Zachry vypráví svůj příběh retrospektivně jako stařec. V mládí mu zabil divoký kmen Kónů otce a unesl bratra. Zachry žil v mírumilovném Údolí s matkou a několika obyvateli do doby, než zde jako každý rok zakotvila loď Jasnozřivých (poslední zbytky moderní lidské civilizace), aby zde protentokrát vysadila Meronym, ženu, která má strávit v komunitě několik měsíců za účelem jejího studia. Zachry je nejprve nedůvěřivý, avšak postupně se mezi ním a Meronym rozroste přátelství, které vyvrcholí výstupem na sopku Mauna Kea a návštěvou tamní observatoře. Zachry je po cestě mámen jistým ztělesněním ďábla Starym Georgiem k tomu, aby Meronym zabil. Oba se však v pořádku vrací do Údolí. Den před odjezdem Meronym napadnou přilehlé městečko Kónové a zotročí Zachryho. Je však zachráněn Meronym a společně s ní přeplují s posledními Jasnozřivými na sousední ostrov. V příběhu se vyskytuje jeden z orisonů, na kterém je přehráván výslech Sonmi, která je považována v této společnosti za Bohyni. Kapitola je psána nespisovným „vesnickým“ jazykem.

## Zajímavosti
- Atlas mraků je název kompozice japonského skladatele Tošiho Ičijanagiho.
- Všechny hlavní postavy kromě jedné jsou podle autora Davida Mitchella ztělesněním jedné duše. Jejich společným znakem je mateřské znaménko nad klíční kostí. Kniha se však o znaménku nezmiňuje v příběhu o Adamu Ewingovi. V posledním příběhu není nositelem znaménka vypravěč Zachry, ale Meronym.
- V příběhu Orison Sonmi~451 používá Mitchell místo některých podstatných jmen názvy firem, aby tak zdůraznil nadvládu korporací. Např. rolex – hodinky, sony – elektronika, nike – boty.
- Kniha vyhrála cenu British Book Award a byla nominována na Man Bookerovu cenu, Cenu Nebula a Arthur C. Clarke Award.
- Luisa Reyová, Timothy Cavendish a jeho bratr Denholm se objevili již v první knize Davida Mitchella Ghostwritten, v té má také několik postav mateřská znamínka ve tvaru komety. Postarší Eva Crommelyncková se objevila v následující knize Třináct měsíců stejně tak i sextet Atlas mraků Roberta Frobishera a zmínka o Vyvyanu Ayrsovi.
- Termín „atlas mraků“ se objevil už v předchozí Mitchellově knize sencislo9.

## Filmová adaptace
V roce 2012 měl premiéru americký film Atlas mraků (anglicky Cloud Atlas), jehož režie se ujali Tom Tykwer, Lana Wachowski a Andy Wachowski.